# Mancomunidad ETAP Benavente y los Valles
La Mancomunidad ETAP Benavente y los Valles es una agrupación voluntaria de municipios para la gestión en común de determinados servicios de competencia municipal, creada por varios municipios en la provincia de Zamora, de la comunidad autónoma de Castilla y León, España. Sustituyó a la Mancomunidad de Benavente y Comarca.

## Municipios integrados
La Mancomunidad ETAP Benavente y los Valles está formada por los siguientes municipios:
- Barcial del Barco
- Benavente
- Bretó
- Brime de Urz
- Camarzana de Tera
- Castrogonzalo
- Coomonte
- Fresno de la Polvorosa
- Fuentes de Ropel
- La Torre del Valle
- Manganeses de la Polvorosa
- Melgar de Tera
- Micereces de Tera
- Morales del Rey
- Pobladura del Valle
- Quintanilla de Urz
- Quiruelas de Vidriales
- San Cristóbal de Entreviñas
- Santibáñez de Tera
- Santovenia
- Santa Colomba de las Monjas
- Santa Cristina de la Polvorosa
- Santa Croya de Tera
- Santa María de la Vega
- Villabrázaro
- Villanázar
- Villanueva de Azoague
- Villanueva de las Peras
- Villaveza del Agua

El municipio de Bretocino se incorporó en 2014 a la mancomunidad.
El municipio de Burganes de Valverde se incorporó en 2015 a la mancomunidad.

## Sede
Los órganos de gobierno y administración tendrán su sede en el municipio de Benavente, teniendo como domicilio social y lugar de reunión la casa consistorial.

## Fines
Son fines de la mancomunidad los siguientes:
- Abastecimiento de agua en red primaria o servicio de aducción. Comprendiendo las funciones de captación o alumbramiento, embalse, transporte, tratamiento hasta los depósitos cabecera de la red de distribución.

A iniciativa de cualquiera de los Municipios mancomunados, de la Asamblea de Concejales o del propio Consejo Directivo de la Mancomunidad, se podrán asumir en el futuro otras finalidades mediante la modificación de los presentes Estatutos.

## Estructura orgánica
El gobierno, administración y representación de la Mancomunidad corresponden a los siguientes órganos:
- Presidente.
- Vicepresidente.
- Asamblea de Concejales.
- Consejo Directivo.